# Pawieł Kuliżnikow
Pawieł Aleksandrowicz Kuliżnikow (ros. Павел Александрович Кулижников; ur. 20 kwietnia 1994 w Workucie) – rosyjski łyżwiarz szybki, wielokrotny medalista mistrzostw świata i czterokrotny zdobywca Pucharu Świata.

## Kariera
Pierwszy raz na arenie międzynarodowej Pawieł Kuliżnikow pojawił się podczas mistrzostw świata juniorów w Moskwie w 2010 roku. Jego najlepszym wynikiem na tej imprezie było dwunaste miejsce wywalczone na dystansie 1000 m. Startował także na rozgrywanych dwa lata później mistrzostwach świata juniorów w Obihiro, jednak został zdyskwalifikowany, a jego wyniki anulowano. Podczas dystansowych mistrzostw świata w Heerenveen w 2015 roku zwyciężył w biegu na 500 m, a na dwukrotnie dłuższym dystansie był drugi za Shanim Davisem z USA.
W zawodach Pucharu Świata zadebiutował 14 listopada 2014 roku w Obihiro, zajmując drugie miejsce w biegu na 500 m. W biegu tym wyprzedził go tylko Holender Jan Smeekens, a trzecie miejsce zajął kolejny Rosjanin, Rusłan Muraszow. Dzień później Kuliżnikow odniósł swoje pierwsze zwycięstwo w zawodach PŚ, wygrywając bieg na 1000 m. W sezonie 2014/2015 jeszcze kilkukrotnie stawał na podium, w tym zwyciężał: na 500 m 16 listopada w Obihiro, 23 listopada w Seulu i w dniach 12 i 14 grudnia w Heerenveen oraz na 1000 m 22 listopada w Seulu i 13 grudnia w Heerenveen. W sezonie 2014/2015 triumfował w klasyfikacji generalnej oraz na dystansach 500 i 1000 m. W kolejnym sezonie był najlepszy na 500 m, drugi na 1000 m oraz trzeci w klasyfikacji generalnej.
Nie wziął udziału w olimpiadzie 2018 za doping.